# Kappisklinge
Die Kappisklinge ist eine knapp einen Kilometer lange Waldklinge am Bühlertalrand beim Weiler Oberscheffach der Stadt Ilshofen im Landkreis Schwäbisch Hall im nordöstlichen Baden-Württemberg. Der fast drei Kilometer lange, nach ihr benannte Bach durch die Kappisklinge mündet im Weiler von rechts und insgesamt etwa Osten in die untere Bühler.

## Geographie

### Verlauf
Der Bach durch die Kappisklinge beginnt seinen Lauf auf etwa 413 m ü. NHN am Aussiedlerhof im Gewann Schmerleib westlich des Dorfes Großaltdorf der Kleinstadt Vellberg als lange recht gerader Graben, der in seiner natürlichen Mulde läuft. Er setzt neben einem von Nordnordwesten aus dem Gewann Rappelsee kommenden Feldweg ein.
Der Bachgraben läuft zunächst ohne Baum oder Strauch am Ufer und umgeben von großen Feldflächen westsüdwest- bis westwärts durch die Gewanne Sümpfle und Heiligenwiese, in dem er zuletzt nach etwa eineinviertel Kilometern auf die Gemarkung des Stadtteils Unteraspach von Ilshofen überwechselt. Dort steht wenig später und nur einen Steinwurf rechts des Grabenrandes ein altes Schafhaus an der L 2603 von Unteraspach her, die er unterquert und die nach Kreuzung mit der K 2655 gleich links des Baches nach Kerleweck weiterläuft.
Ab dort zeigt der nun von der letztgenannten Kreisstraße dicht begleitete Bach ein natürliches Gepräge mit kleinen Richtungswechseln und erstmals Gehölz am Lauf. Seine Muldensohle liegt inzwischen nurmehr auf etwa 385 m ü. NHN und etwa 25 Höhenmeter unterhalb der Hügelkämme rechts und links. Unter Obst- und Weidewiesen an den Hängen fließt er zwischen dem Weiler Großstadel zur Rechten und dem Hof Kleinstadel zur Linken hindurch, die beide am Oberhang stehen. Danach tritt er gleich in seine enge, sich nach Nordwesten wendende Unterlaufschlucht Kappisklinge ein, in der Wald die steilen mittleren und oberen Hänge bedeckt, während neben dem über Muschelkalkbänke steil talwärts laufenden Bach und der ihn dicht begleitenden, nun recht schmalen Kreisstraße oft mehrere Meter hoch Fels aufragt, aus dem nach der winterlichen Frostperiode zuweilen Geröll ins Bachbett und auf die Straße stürzt. An einer Stelle stürzt der Bach über einen etwas größeren Wasserfall.
Die untere Kappisklinge weitet sich wieder und hat bis zum Bach hinab wieder erdige Talflanken. Zwischen den beiden Anschlusszweigen der Steigenstraße an die K 2667, die von diesem Ort aus weiter ins untere Bühlertal hinabführt, tritt der Bach nun wieder als gerader Graben westwärts in den Weiler Oberscheffach von Ilshofen ein, unterquert darin diese Kreisstraße und mündet kurz danach beim Haus Nr. 4 auf etwa 290 m ü. NHN von rechts in die untere Bühler.
Der Bach durch die Kappisklinge mündet nach 2,8 km langem Lauf mit mittleren Sohlgefälle von 45 ‰ etwa 123 Höhenmeter unterhalb seines Grabenbeginns. Etwa zwei Drittel des Gesamtgefälles entfallen dabei auf den letzten knappen Laufkilometer ab dem Beginn der steilen Kappisklinge.

### Einzugsgebiet
Der Bach durch die Kappisklinge hat ein etwa 1,7 km² großes Einzugsgebiet, das naturräumlich gesehen dem Unterraum  Haller Ebene der Hohenloher und Haller Ebene angehört. Am höchsten ist es im Osten, wo es auf einigen flachen Hügeln wenig über 415 m ü. NHN erreicht.
Das Gebiet jenseits der nördlichen Wasserscheide entwässert zur Schmerach, dem nächsten rechten Bühler-Zufluss, größtenteils über den sie zuunterst von links erreichenden Finsterbach. Im Osten, Südosten und Süden führt der Aalenbach, gespeist auch von seinen rechten Zuflüssen Razenbach und Mühlenbach, dem Abfluss der anderen Seite vor der Kappisklinge zur Bühler, im Süden und Südwesten drängt sich das Einzugsgebiet des kleineren Bühlerzuflusses Binsenwiesenbach dazwischen.
Die Hochebene bis hinunter zu den beiden Stadel und darüber hinaus beidseits des Klingeneinschnitts bis auf die Seitensporne steht fast ganz unterm Pflug. Der Waldanteil, deutlich weniger als 10 % des Einzugsgebietes, beschränkt sich auf die Kappisklinge. Der Ostteil des Einzugsgebiets mit dem Aussiedlerhof am Grabenbeginn im Schmerleibgehört zum Stadtteil Großaltdorf der Kleinstadt Vellberg, der Westteil mit dem Weiler Großstadel und dem Hof Kleinstadel beidseits über dem Beginn der Kappisklinge, diese selbst sowie der Mündungsweiler Oberscheffach liegen in der Unteraspacher Stadtteilgemarkung der Kleinstadt Ilshofen. Sonstige Siedlungsplätze gibt es im Einzugsgebiet keine.

### Zuflüsse und Seen
Liste der Zuflüsse und  Seen von der Quelle zur Mündung. Gewässerlänge, Einzugsgebiet und Höhe nach den entsprechenden Layern auf der Onlinekarte der LUBW. Andere Quellen für die Angaben sind vermerkt.
Ursprung des Bachs durch die Kappisklinge auf etwa 413 m ü. NHN am Aussiedlerhof im Gewann Schmerleib westlich des Dorfes Großaltdorf von Vellbaerg. Der Bach fließt zunächst westsüdwestlich.
- (Grabenzulauf), von rechts und Nordnordosten auf etwa 395 m ü. NHN wenig vor dem Schafhaus, über 0,2 km und unter 0,1 km². Entsteht auf etwa 392 m ü. NHN und fließt auf der Stadtgrenze von Vellberg zu Ilshofen.
- (Seitenklingenbach vom Kappisberg), von rechts und Ostnordosten in der unteren Kappisklinge kurz vor Ilshofen-Oberscheffach, ca. 0,2 km und unter 0,2 km². Entsteht auf etwa 380 m ü. NHN am oberen Klingenwaldrand zu den Steigenäckern.

Mündung des Bachs durch die Kappisklinge von auf etwa 290 m ü. NHN rechts und zuallerletzt Osten in Ilshofen-Oberscheffach am Haus Nr. 4 in der Straße Talaue von rechts und insgesamt Osten in die untere Bühler. Der Bach ist 2,8 km lang und hat ein etwa 1,7 km² großes Einzugsgebiet.

## Geologie
Der Bach durch die Kappisklinge entspringt im quartär abgelagerten Lösssediment und erreicht nach einem halben Kilometer die dieses tragende Gipskeuper-Schicht (Grabfeld-Formation); von dort an bis an den Beginn seiner Unterlaufklinge verläuft er in einem wechselhaft breitenbreitem Schwemmlandstreifen. Die unterlagernde Lettenkeuper-Schicht (Erfurt-Formation) beginnt in der Heiligenwiese noch vor dem alten Schafhaus, in ihrer Schichthöhe bleibt der Bach bis an den Beginn seiner Unterlaufklinge etwa zu Füßen von Groß- und Kleinstadel. In dieser schneidet er sich steil in den Oberen Muschelkalk. Erst im Mündungsweiler Oberscheffach quert er ein schmales Band Mittleren Muschelkalks am untersten Hang der Bühlertals, das in diesem erst wenig vor dem Weiler auszustreichen beginnt und am Klingenauslauf vom Schwemmfächer des Baches überschüttet ist. Zuletzt mündet er im Auenlehmband um die Bühler.
In der Kappisklinge sind mehrere Teilschichten des Oberen Muschelkalks gut aufgeschlossen. Am Anfang von ihr deutet eine auffällig eckige, kleine Seitenbucht mit senkrechten Felswänden auf einen früheren Muschelkalkbruch hin.

## Natur und Schutzgebiete
Die Talmulde bis zum alten Schafhaus ist flurbereinigt und fast ausgeräumt. Allein entlang dem Feldweg am Ursprung im Rappelsee steht eine angepflanzte Feldhecke und auch entlang der schon wenig unterhalb des Ursprungs den Bachgraben im Abstand von weniger als 200 Metern linksseits begleitenden K 2655 steht eine teils mit Bäumen überkrönte, mehrfach unterbrochene Hecke. Am Schafhaus tritt der Bach ins Landschaftsschutzgebiet Bühlertal zwischen Vellberg und Geislingen mit Nebentälern und angrenzenden Gebieten ein, das dort auch kleine Teile der Talmulde zu Füßen von Groß- und Kleinstadel sowie danach die gesamte Kappisklinge bis an den Oberscheffacher Ortsrand hinunter umfasst.

### LUBW
Amtliche Online-Gewässerkarte mit passendem Ausschnitt und den hier benutzten Layern: Bachlauf durch die Kappisklinge und deren Einzugsgebiet

Allgemeiner Einstieg ohne Voreinstellungen und Layer: Daten- und Kartendienst der Landesanstalt für Umwelt Baden-Württemberg (LUBW) (Hinweise)
1. 1 2 3 4  Höhe nach dem Höhenlinienbild auf dem Hintergrundlayer Topographische Karte.
2. ↑  Höhe nach schwarzer Beschriftung auf dem Hintergrundlayer Topographische Karte.
3. ↑  Höhe nach blauer Beschriftung auf dem Hintergrundlayer Topographische Karte.
4. 1 2  Länge nach dem Layer Gewässernetz (AWGN).
5. 1 2  Einzugsgebiet nach dem Layer Basiseinzugsgebiet (AWGN).
6. ↑  Länge abgemessen auf dem Hintergrundlayer Topographische Karte.
7. ↑  Einzugsgebiet abgemessen auf dem Hintergrundlayer Topographische Karte.
8. ↑  Schutzgebiet nach dem einschlägigen Layer, Natur teilweise nach dem Layer Biotop.

### Andere Belege
1. ↑  Wolf-Dieter Sick: Geographische Landesaufnahme: Die naturräumlichen Einheiten auf Blatt 162 Rothenburg o. d. Tauber. Bundesanstalt für Landeskunde, Bad Godesberg 1962. → Online-Karte (PDF; 4,7 MB)
2. ↑  Geologie nach den Layern zu Geologische Karte 1:50.000 auf: Mapserver des Landesamtes für Geologie, Rohstoffe und Bergbau (LGRB) (Hinweise)
3. ↑  Geotop-Steckbrief zur Kappisklinge des LGBR.